# Séminome
 Mise en garde médicale
Un séminome est un cancer (tumeur maligne) constitué par la prolifération anarchique de cellules dérivées des cellules germinales : les cellules de la reproduction, présentes dans le testicule ou l'ovaire.
Ce sont des cancers qui restent rares, mais dont la prévalence chez les hommes des pays riches est en forte augmentation (cancer du testicule).
Les séminomes les plus fréquents touchent
- le testicule de l'homme jeune ;
- l'ovaire de jeunes filles ou adolescentes ;
- des reliques embryonnaires de tissus germinaux subsistant hors des gonades (dans l'abdomen ou le médiastin).

## Épidémiologie
L'incidence des cancers testiculaires est en constante augmentation en Europe, doublant tous les vingt ans[Quand ?]. L'incidence mondiale est estimée à 6,3 cas pour cent-mille hommes et par an, avec des chiffres encore plus élevés en Europe du Nord, atteignant 6,8 hommes pour cent-mille et par an. Parmi ces tumeurs du testicule, 40 % sont des séminomes, 60 % sont des tumeurs non-séminomateuses.

## Symptômes
- Douleur pelvienne ou douleur testiculaire chez l'homme
- Sueurs nocturnes
- Gonflement ou masse testiculaire ou scrotale, éventuellement œdémateuse, indolore ou non
- Œdème/gonflement du scrotum
- Syndrome aigu de scrotum
- Tuméfaction du scrotum

## Diagnostic
Le diagnostic se fonde sur l'analyse histopathologique de la pièce d'orchiectomie.
Si le taux de HCG total dépasse 200 chez un homme avec un syndrome tumoral extragonadique, il ne s'agit probablement pas d'un séminome.
En situation avancée ou très rapidement progressive appelant une chimiothérapie urgente, un diagnostic ne reposant que sur les signes cliniques typiques et des marqueurs tumoraux élevés (AFP, HCG total et LDH) peut être recevable.
Dans de rares cas une tumeur séminomateuse peut être localisée dans le rétropéritoine ou dans le médiastin.

## Gradation du cancer et évaluation du risque
Des analyses biologiques, avec numération formule sanguine, ionogramme, activités enzymatiques hépatiques et marqueurs tumoraux, participent à l'évaluation du stade et du pronostic.
L'analyse des marqueurs doit être effectuée avant l'orchiectomie, mais aussi renouvelée au moins une fois, sept après. Dans sa forme habituelle, le séminome ne secrète pas d'AFP ; dans certains cas les β-HCG peuvent être élevées.
Tout patient présentant dans cette situation un taux d'AFP augmenté devrait être traité pour une tumeur non-séminotateuse, même si l'analyse histologique montre un séminome.
Une échographie testiculaire, avec mesures de la glande controlatérale, devrait être pratiquée au cours de l'évaluation initiale.
Scanners thoraciques, abdominaux et pelviens ne sont pas systématiques.
Une IRM cérébrale peut trouver son indication à un stade avancé ou en cas de signes neurologiques d'appel.
Aucun scanner ostéo-articulaire n'est systématique, mais il peut être indiqué en cas de signes indirects, par exemple des symptômes.

## Traitement
C'est un cancer radiosensible et chimiosensible.
Après exérèse chirurgicale — orchidectomie totale, ou partielle lorsque cela est possible — peut être proposé un traitement par radiothérapie et/ou chimiothérapie, ou surveillance active[réf. souhaitée] (scanner et recherches de marqueurs de manière périodique).